# FMI/OS
FMI/OS ( Flexible Microkernel Infrastructure/Operating System) es una rama del sistema operativo VSTa. Comparte la mayoría de los conceptos con VSTa pero tiene algunas nuevas incorporaciones como soporte de ELF, entorno POSIX, números de error POSIX y la capacidad de compilar con las versiones más recientes de GCC.